# Jan Stanisław Matuszek

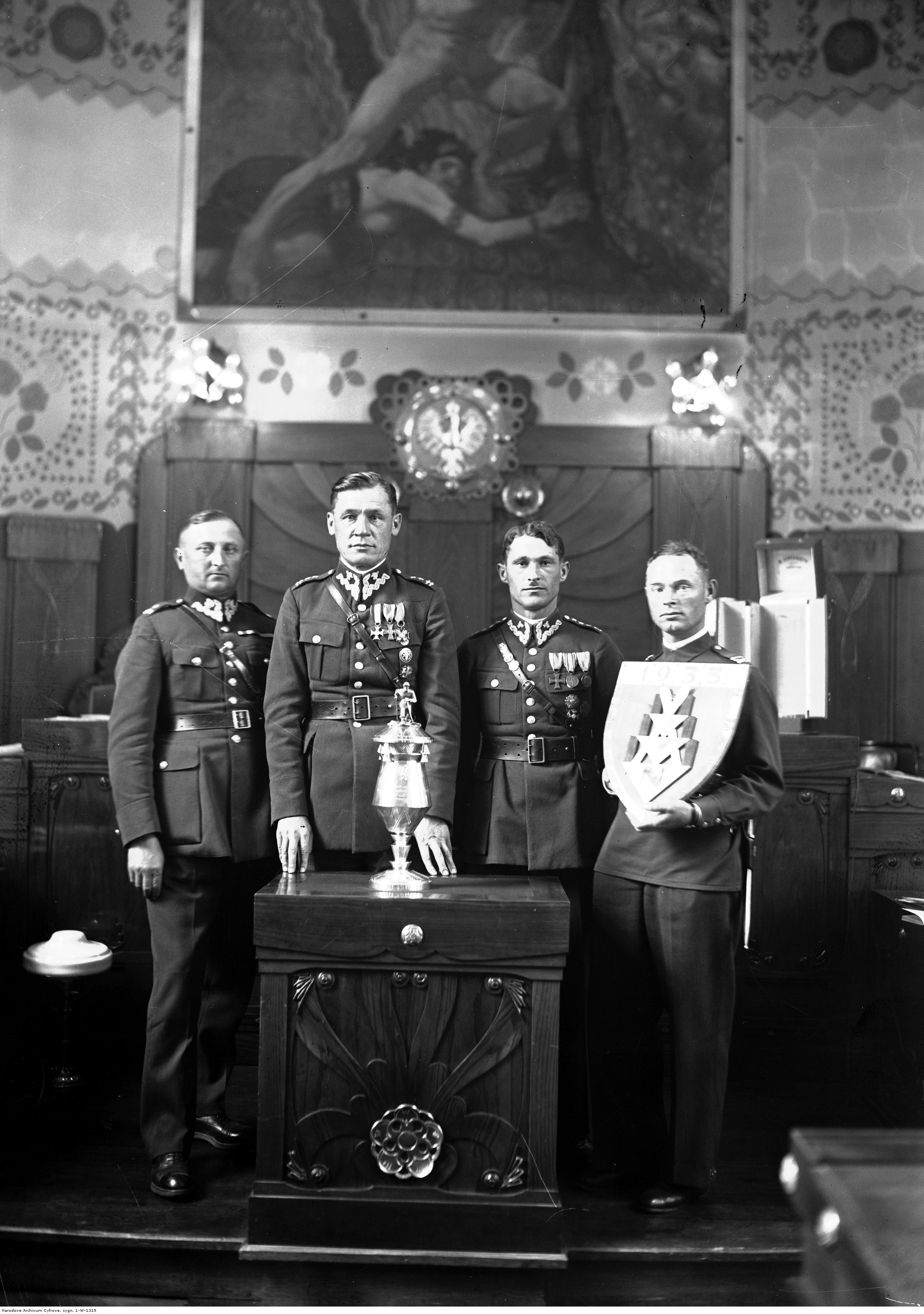
Reprezentacja narciarska 2 Pułku Strzelców Podhalańskich z pucharem w 1933. Od lewej mjr Jan Matuszek, ppłk Józef Giza, kpt. Tadeusz Ochęduszko, plut. Brożek

Jan Stanisław Matuszek (ur. 22 listopada 1892 w Krakowie, zm. 1940 w ZSRR) – podpułkownik piechoty Wojska Polskiego, ofiara zbrodni katyńskiej.

## Życiorys
Urodził się 22 listopada 1892 w rodzinie Jakuba. W czasie I wojny światowej walczył w szeregach cesarskiej i królewskiej armii. 1 listopada 1917 roku został mianowany porucznikiem rezerwy piechoty. W 1917 roku jego oddziałem macierzystym był c. i k. Pułk Piechoty Nr 57.
Po odzyskaniu przez Polskę niepodległości został przyjęty do Wojska Polskiego. Uczestniczył w wojnie polsko-bolszewickiej 1920. Został awansowany do stopnia kapitana ze starszeństwem z dniem 1 czerwca 1919. W latach 20. był oficerem 16 pułku piechoty w garnizonie Tarnów (w tym w 1923 w funkcji adiutanta sztabowego odkomenderowany na studia na Uniwersytet Jagielloński). Został awansowany do stopnia majora piechoty ze starszeństwem z dniem 1 lipca 1925. Jako oficer 16 pułku piechoty w 1928 był skierowany do Doświadczalnego Centrum Wyszkolenia w Rembertowie. 23 października 1931 został przeniesiony do 2 pułku strzelców podhalańskich w Sanoku na stanowisko dowódcy batalionu. W kwietniu 1934 roku został przesunięty na stanowisko kwatermistrza pułku. W Sanoku był szefem Wojskowego Klubu Sportowego, zasiadł w komitecie organizacyjnym Zjazdu Górskiego w Sanoku w 1936. W ramach WKS uprawiał strzelectwo sportowe. Podczas XII narodowych zawodów strzeleckich w Wilnie triumfował w kilku konkurencjach indywidualnych oraz drużynowo w strzelaniu z pozycji stojącej. Na podpułkownika awansował ze starszeństwem z 19 marca 1937 i 9. lokatą w korpusie oficerów piechoty. Do sierpnia 1939 był I zastępcą dowódcy 5 pułku strzelców podhalańskich w Przemyślu.
W czasie kampanii wrześniowej był zastępcą dowódcą Ośrodka Zapasowego 24 Dywizji Piechoty, a od 9 września zastępcą dowódcy obrony Przemyśla i dowódcą oddziału/pułku bojowego OZ 24 DP, dowódcą wysuniętej linii oporu na Zasaniu. Od 14 września, po wyjeździe generała Jana Chmurowicza dowodził obroną miasta. W nocy z 14 na 15 września dowodzona przez niego załoga miasta wycofała się w kierunku Mościsk, gdzie dołączyła do 24 Dywizji Piechoty.  
Wzięty do sowieckiej niewoli, trafił do obozu w Kozielsku. W 1940 roku został zamordowany przez NKWD. Jego nazwisko znalazło się na tzw. Ukraińskiej Liście Katyńskiej (lista wywózkowa 55/5-39). Ofiary tej części zbrodni katyńskiej zostały pochowane na otwartym w 2012 Polskim Cmentarzu Wojennym w Kijowie-Bykowni.

## Ordery i odznaczenia
- Krzyż Walecznych[16]
- Złoty Krzyż Zasługi – 17 marca 1930 „za zasługi na polu wyszkolenia wojska”[21]

austro-węgierskie
- Srebrny Medal Zasługi Wojskowej z mieczami na wstążce Krzyża Zasługi Wojskowej
- Brązowy Medal Zasługi Wojskowej z mieczami na wstążce Krzyża Zasługi Wojskowej
- Srebrny Medal Waleczności I klasy
- Krzyż Wojskowy Karola